# NGC 1412
NGC 1412 è una galassia lenticolare situata nella costellazione della Fornace, a una distanza di circa 80 milioni di anni luce dalla nostra Via Lattea.

## Scoperta
La galassia è stata scoperta il 20 novembre 1835 dall'astronomo britannico John Herschel e inserita nel New General Catalogue con il codice NGC 1412.
Successivamente, il 26 dicembre 1897, venne osservata e descritta dall'astronomo statunitense Lewis Swift e in seguito inserita nell'Index Catalogue con il codice IC 1981.

## Descrizione
NGC 1412 è una galassia che fa parte dell'Ammasso di Eridano..